# 朝陽にいな
朝陽 にいな（あさひ にいな、英語: Nina Asahi）は、YouTubeで活動する日本のバーチャルYouTuber。

## 概要
イラスト・モデリング・デザイン・動画の編集・配信企画など、全部自作のクリエイター系VTuber。日英バイリンガルで、好きなものは、麻雀・お絵描き・PCデバイス・部屋の片付け・犬。最近では猫を飼っていることもあり、猫も好きとのこと。
VTuber活動を始めたのは知人の運営するeスポーツチームがVTuberグループを立ち上げた時に、キャラクターデザインを担当したのがきっかけ。観ていて楽しそうだったので自分も配信をしてみたくなったと語っている。
普段配信などに使うデスク周りは、白を基調にすっきりとまとめているとのこと。過去のものではあるが、デスク周りのルームツアー動画が人気となっている。
サンリオの創作プラットフォーム「Charaforio」が開催した「次に来る新人VTuber大投票〜国内編〜」（2024年08月13日〜2024年10月1日）にて最優秀賞を獲得した。その特典として3Dモデルが製作され、自身のチャンネルでは2025年3月8日の配信にて初披露した
。
2025年5月4日に結婚したことを報告した。

## 活動内容
YouTubeでのゲーム実況を行っていて、配信内容は、麻雀・ゲーム実況・ラジオ・イラスト。バイリンガルであることを活かし海外コメントも積極的に拾っている。特に麻雀アプリゲーム「雀魂」の配信が多い。「雀魂」公式番組へのゲストとしての出演も多く、麻雀の楽しさを広く伝えることを目的として、積極的に活動をしている。
本業ではイラストレーター活動もしており、イラスト製作の模様を配信することもある他、配信画面やロゴなどのデザインも行っている。

## 出演・掲載

### 2021年
- アプリスタイル 2021年夏号掲載
- 雀魂 夏のエンタメ企業対抗戦2021　ゲスト出演[7][8]

- 学生麻雀連盟 雀魂学生麻雀リーグ(第3節)　ゲスト出演[9][10]

- にいな杯2021　主催[11]

- 雀魂 冬のエンタメ企業対抗戦　ゲスト出演[12][13]

### 2022年
- 雀魂 四象戦2022‐ 春の陣‐　ゲスト出演[14]

- 日本プロ麻雀協会 花風戦　実況・MC出演[15][16]

- 神域Streamerリーグ(第2節)　ゲスト出演[17]

- 雀魂杯学生麻雀カーニバル2022東場　決勝　MC出演[18][19]

- 学生麻雀連盟 第2期雀魂学生麻雀リーグ　ゲスト出演[20]

- 天鳳×Vtuber杯チーム対抗戦2022　チームいばらぎメンバー出演[21]

- 日本プロ麻雀協会 第1期 一久杯電風戦(決勝)　ゲスト出演[22]

- にいな杯2022　主催[23]

### 2023年
- 雀魂 新春企業対抗戦2023　MC出演[24]
- インターネット麻雀日本選手権2023　Vtuber特別予選2位通過[25]
- 神域リーグ2023　チームグラディウス選手出場[26][27][28]
- 雀魂杯学生麻雀選手権2023-2024東場　ゲスト出演[29]
- 雀魂 夏の企業対抗戦2023　MC出演[30]
- KADOKAWA コンプティーク　掲載[31]
- 雷漢戦 in WGS　選手出場[32]
- 麻雀スリアロチャンネル 麻雀ミリオネア　挑戦者出場、第3戦まで勝ち上がり[33][34]
- KADOKAWA G’sチャンネル　G'sカワボ麻雀　出演[35]
- にいな杯 2023　主催[36]

### 2024年
- 雀魂 5周年記念 雀魂感謝杯　選手出場、優勝[37][38]
- 神域リーグ2024　チームアトラス選手出場[39]
- 雀魂杯学生麻雀選手権2024-2025東場　ゲスト出演[40]
- 麻雀スリアロチャンネル 麻雀ミリオネア　ゲスト出演[41]
- 雀魂 企業対抗戦2023秋 MC出演[42]
- 第4期 雀魂学生麻雀リーグ 第2節 ゲスト出演[43]

## 出版物
- VTuber鴨神にゅうの雀魂で覚える麻雀入門 (近代麻雀戦術シリーズ)（2025年8月5日、鴨神にゅう、竹書房）ISBN 978-4801942219 - イラストを担当[44]。